# مؤسسه ملی سالمندی

مؤسسه ملی سالمندی ایالات متحده آمریکا (به انگلیسی: National Institute on Aging) مشهور به NIA، یکی از اعضای موسسات ملی بهداشت ایالات متحده آمریکا (مشهور به NIH) می‌باشد.
وظیفه این مرکز فدرال رهبری و نظارت بر تحقیقات پزشکی بیماران در سنین بالا می‌باشد.
دفاتر این مؤسسه که در سال ۱۹۷۴ تأسیس شد در جنوب ایالت مریلند واقع گردیده‌است.

## جستارهای مربوط
- انجمن قلب آمریکا

## وبگاه رسمی
- وبگاه رسمی